# Gonnoi
Gonnoi (in greco Γόννοι?) è un ex comune della Grecia nella periferia della Tessaglia di 3 119 abitanti secondo i dati del censimento 2001.
È stato soppresso a seguito della riforma amministrativa detta Programma Callicrate in vigore dal gennaio 2011 ed è ora compreso nel comune di Tempes.

## Gonnoi antico
Su una collina vicina al contemporaneo Gonnoi, in un sito chiamato "Kastri" (castello), sorge la città antica di Gonnoi.

## Località
Era formato dalle seguenti località:
- Elia
- Gonnoi
- Itea
- Kallipefki